# Asterio (comes Hispanorum)
Asterio, también conocido como Asturio o Astirio, fue un general romano que ostentó el título de comes Hispaniarum y que como tal participó en una importante expedición militar contra los vándalos establecidos en el norte de Gallaecia. También logró derrotar al usurpador Máximo que se había refugiado entre los bárbaros. Ante estas victorias fue gratificado con el título de patricio en 422.

## Campaña de Hispania
Tras la victoria de Walia sobre los bárbaros en las campañas entre 416 y 418, los derrotados alanos y silingos se refugiaron entre los asdingos establecidos en la franja costera de Gallaecia al norte del río Miño. Los vándalos, fortalecidos y con necesidad de nuevos territorios para abastecer a los nuevos contingentes poblacionales, se expandieron hacia el sur y bloquearon a sus vecinos suevos en los montes Nervasos (419).
En 419, Asterio fue enviado como comes Hispaniarum con un poderoso ejército romano para terminar de recuperar los territorios ocupados por los bárbaros en Hispania y acabar con la segunda sublevación de Máximo. 
El presbítero Frontón acusa a varios importantes familiares del comes Hispaniarum Asterio de priscilianismo entre los años 419 y 420, debiendo acudir a Tarraco a defender a los suyos de la acusación.
En 420 se hallaba en Tarraco, donde había establecido su pretorio y concentrado sus tropas antes de comenzar la campaña militar en Gallaecia. Ante el avance de Asterio, los vándalos se vieron obligados a replegarse hacia el sur, donde fueron interceptados en Bracara Augusta por el vicarius Maurocellus, que comandaba otro ejército enviado para la ocasión. 
En 420, el comes Hispaniarum obliga a los vándalos asdingos a levantar el bloqueo al que sometían al ejército suevo en los montes Nerbaisos, aunque no pudo evitar que la mayoría huyeran a la Bética sin poder acabar con ellos.
En 421 Asterio fue llamado a Rávena tras el nombramiento de Constancio III como augusto, en febrero, o a su muerte, en septiembre, para asumir el título de patricio y el cargo de magister militum.